# Badanie słuchu
Badanie słuchu – jest to ocena reakcji organizmu powstałej w wyniku stymulacji dźwiękowej. Badania słuchu dzielą się na badania subiektywne i badania obiektywne. Subiektywne badania słuchu, w przeciwieństwie do badań obiektywnych, wymagają aktywnej współpracy osoby badanej (od osoby badanej wymaga się świadomej informacji zwrotnej np. czy dźwięk jest słyszalny). Badania słuchu można podzielić również na badania progowe oraz nadprogowe. Celem badań progowych jest określenie najcichszego możliwego do usłyszenia dźwięku, w badaniach nadprogowych oceniana jest percepcja dźwięku powyżej progu słyszenia.

## Wskazania
- niedosłuch lub jego podejrzenie
- zawroty głowy
- zaburzenia równowagi
- szumy uszne

## Subiektywne badania słuchu
Do badań subiektywnych (subiektywna audiometria) słuchu należą:
- subiektywna ocena słuchu mową potoczną i szeptem
- próby stroikowe[1]:
  - próba Webera - polega na ocenie kierunku lateralizacji dźwięku stroika
  - próba Rinnego - polega na porównaniu czasu trwania przewodnictwa powietrznego i kostnego
  - próba Schwabacha - polega na porównaniu przewodnictwa kostnego u badanego i badającego przy założeniu prawidłowego słuchu u badającego

- audiometria tonalna - polega na ustaleniu progu słyszenia przy podaniu częstotliwości: od 250 Hz do 8 kHz
- audiometria wysokoczęstotliwościowa - polega na ustaleniu progu słyszenia przy podaniu wysokich częstotliwości: od 8 kHz do 20 kHz
- audiometria słowna - polega na ocenie zrozumienia mowy słyszanej przez osobę badaną
- audiometria mowy – w postaci testów zdaniowych, audiometrii słownej lub testów liczbowych
- test wyrównania głośności

## Obiektywne badania słuchu
Do badań obiektywnych należą:
- audiometria impedancyjna
  - tympanometria
  - odruch z mięśnia strzemiączkowego
  - test zanikania odruchu z mięśnia strzemiączkowego
- otoemisja akustyczna
- badanie potencjałów słuchowych wywołanych.

## Audiometria tonalna progowa
Popularnie termin badanie słuchu odnoszony jest do audiometrii tonalnej.
Audiometria tonalna jest badaniem polegającym na określeniu słyszenia progowego tonów czystych w zakresie częstotliwości od 125 Hz do 10000 Hz. Dokonuje się tego w oparciu o informacje uzyskane od badanego podczas podawania sygnałów dźwiękowych o różnym natężeniu w poszczególnych częstotliwościach. Fala dźwiękowa dociera do ucha drogą powietrzną lub kostną poprzez nagłowne słuchawki powietrzne bądź kostne.

### Przebieg
Osoba badana siedzi w wyciszonej kabinie, na głowie ma założone słuchawki, przez które podawany jest sygnał dźwiękowy z audiometru do przewodu słuchowego- przy badaniu przewodnictwa powietrznego. Przewodnictwo kostne bada się używając jednej słuchawki kostnej, którą ustawia się na wyrostku sutkowatym badanego ucha. Audiometr wyposażony jest w urządzenie umożliwiające regulację dźwięku i może być sterowane ręcznie lub automatycznie z możliwością zmian częstotliwości tonów. Badany informuje wykonującego badanie o każdym usłyszanym dźwięku. Oznaczenie progu słyszalności powtarza się kilkakrotnie dla każdej częstotliwości. Tempo pomiaru jest dostosowywane indywidualnie do czasu rekcji badanego. Wynik badania przekazywany jest w postaci prostego wykresu.